# Croquis et Agaceries d'un gros bonhomme en bois
Croquis et Agaceries d'un gros bonhomme en bois est un recueil de trois pièces pour piano d'Erik Satie, composé en 1913. 

## Présentation
Croquis et Agaceries d'un gros bonhomme en bois est composé par Satie de juin à août 1913.
La partition est publiée la même année par Eugène Demets et créée par le pianiste Ricardo Viñes à la salle Pleyel le 28 mars 1914, lors d'un concert de la Société nationale de musique.

## Structure
Le recueil, d'une durée moyenne d'exécution de quatre minutes trente environ, comprend trois mouvements:
1. Tyrolienne turque — Avec précaution et lent, dédié à Mademoiselle Elvira Viñes Soto[note 1]
2. Danse maigre (à la manière de ces messieurs) — Assez lent, si vous le voulez bien, dédié à Monsieur Hernando Viñes Soto[note 2]
3. Españaña — Sorte de valse, dédié à Mademoiselle Claude Emma Debussy[note 3]

## Analyse
Croquis et Agaceries se rattache à une longue série de pièces pianistiques à tonalité humoristique de Satie, dans la lignée des Préludes flasques (pour un chien) et Véritables préludes flasques (pour un chien) de 1912, ou des Descriptions automatiques et des Embryons desséchés de 1913. Au chapitre critique, Guy Sacre considère cependant que le recueil ne figure guère parmi les meilleurs cahiers de l'année.

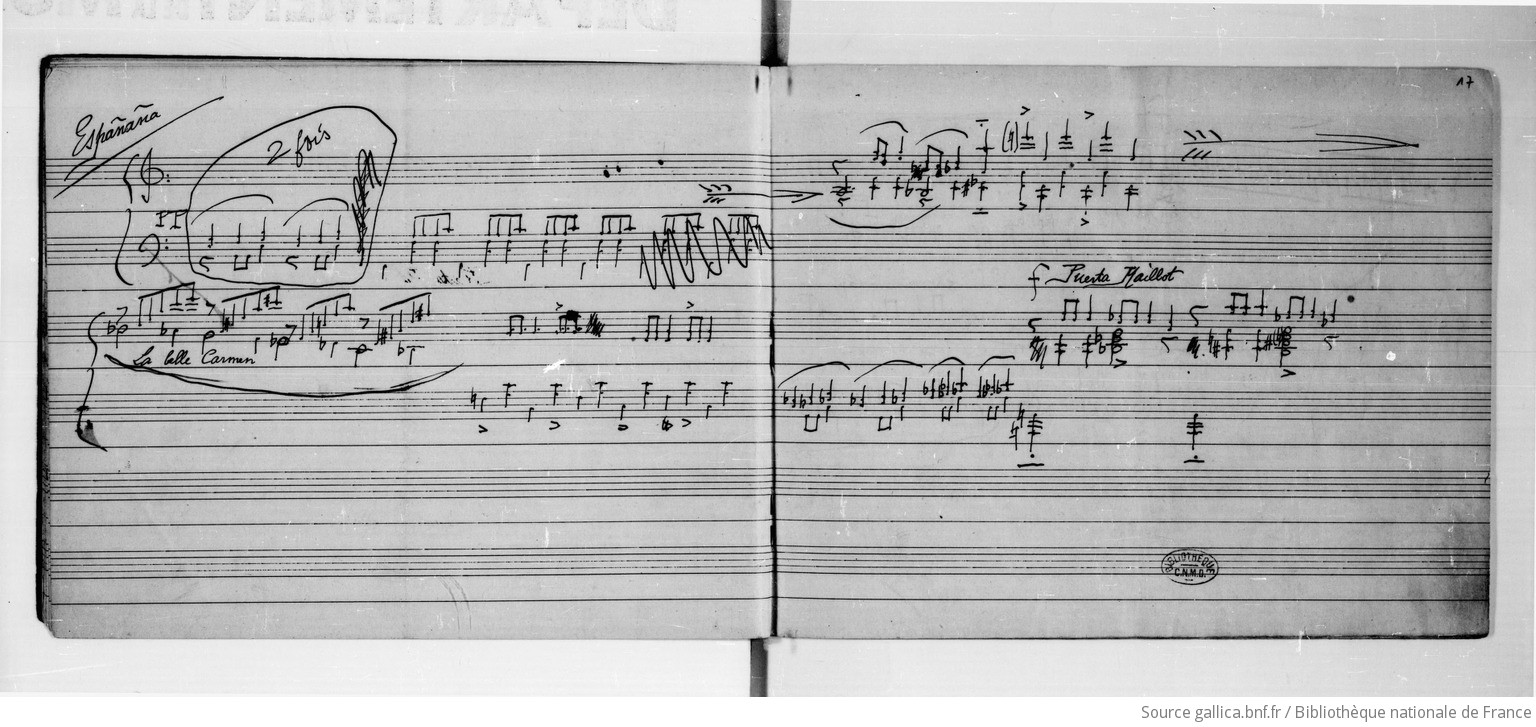
Première page du manuscrit autographe dEspañaña (troisième pièce du recueil).

La première pièce, Tyrolienne turque, présente des échos détournés de la « Valse favorite » de Mozart et de sa Marche turque, quand la deuxième pièce, Danse maigre, mêle quelques motifs chantants (à la façon des Airs à faire fuir des Pièces froides) à de petits ostinatos. Après ces deux morceaux au tempo plutôt lent, s'avance la dernière pièce sur un rythme de valse, Españaña, qui tourne en dérision (jusque dans son titre, maltraitant España) les rythmes espagnols prisés de Chabrier, Bizet ou Ravel.  Ainsi, « une citation de l'España de Chabrier est promenée de la « Puerta Maillot » à la « Rue de Madrid » , en passant par la « Plaza Clichy » ; c'est à l'adresse du Conservatoire, bien entendu, qu'elle est harmonisée avec le plus de platitude ».
Tous deux admirateurs de Chabrier, Satie et Ravel lui rendent hommage de manière détournée, en 1913. Vladimir Jankélévitch recommande de lire avec attention « la parodie sans malice que Ravel écrit à la manière d'Emmanuel Chabrier ». Satie, qui se fait une spécialité des « parodies et caricatures d'un auteur ou d'une œuvre » reprend España dans le même esprit, dans ces Croquis et Agaceries d'un gros bonhomme en bois.

## Discographie
- Tout Satie ! Erik Satie Complete Edition[12], CD 3, Aldo Ciccolini (piano), Erato 0825646047963, 2015.
- Satie : Gymnopédies - A Selection of Piano Pieces, Klara Körmendi (piano), Naxos 8.550305[13], 2001.